# Sawadaea tulasnei
Sawadaea tulasnei är en svampart som först beskrevs av Karl Wilhelm Gottlieb Leopold Fuckel, och fick sitt nu gällande namn av Homma 1937. Sawadaea tulasnei ingår i släktet Sawadaea och familjen Erysiphaceae.  Arten är reproducerande i Sverige. Inga underarter finns listade i Catalogue of Life.

## Källor

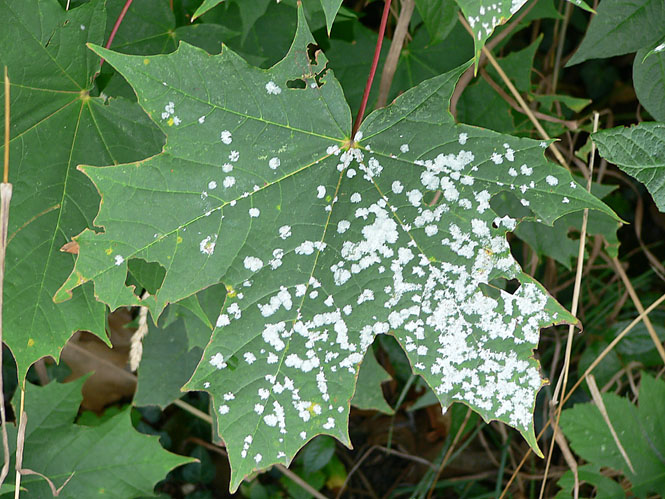